# Oblężenie Trypolisu
Oblężenie Trypolisu – sześcioletnie oblężenie tureckiego (od 1108 – egipskiego) miasta Trypolis w latach (1103–1109) przez krzyżowców pozostałych na Wschodzie po I wyprawie krzyżowej i krucjacie z 1101 roku, dowodzonych początkowo przez Rajmunda z Tuluzy, a później przez jego następców – Wilhelma Jordana z Cerdagne i Bertranda z Tuluzy, zakończone jego zdobyciem i założeniem chrześcijańskiego Hrabstwa Trypolisu. W walkach brali udział również Genueńczycy oraz łacińskie państwa w Outremerze – Królestwo Jerozolimy, Księstwo Antiochii i Hrabstwo Edessy.

## Działania krzyżowców przed oblężeniem

### Umocnienie pozycji łacinników na wybrzeżu libańskim
Kiedy w 1099 roku zdobyto Jerozolimę i zakończyła się I wyprawa krzyżowa, większość rycerzy biorących udział w krucjacie powróciła do Europy lub pozostała w jednym z nowo powstałych państw w Outremerze. Jednak Rajmund z Tuluzy ślubował do końca życia pozostać na Wschodzie i zamierzał samodzielnie zdobyć ziemie, na których mógłby założyć własne państwo. Po całkowitej klęsce, jaką zakończyła się krucjata z 1101 roku, ruszył do Libanu za cel obierając sobie pas wybrzeża należący do władcy z tureckiej dynastii Banu Ammar, kadiego Fachr al-Mulka, którego główną siedzibą był Trypolis. Rajmund planował pozyskać pomoc Genueńczyków i wykorzystać ich okręty do zdobycia miejscowości nadmorskich. W grudniu 1101 roku wyruszył z Antiochii na południe wraz z innymi baronami – Stefanem z Blois, Wilhelmem z Akwitanii i Welfem z Bawarii oraz grupą ich towarzyszy, zmierzających do Jerozolimy. Po drodze wspólnymi siłami zaatakowali Tortosę wspomagani przez genueńską flotę i wyrwali miasto z rąk muzułmanów. Stało się ono zalążkiem przyszłego państwa Rajmunda, którego stolicą hrabia Tuluzy planował uczynić Hims (nazywany przez łacinników La Chamelle). Zdobywszy Tortosę, Rajmund w niezgodzie rozstał się z innymi feudałami, którzy podążyli dalej na południe mając mu za złe, że nie chce im towarzyszyć w dalszej pielgrzymce do Jerozolimy.

### Bitwa pod Trypolisem i dalsza ofensywa krzyżowców
Fachr al-Mulk poważnie zaniepokoił się agresywnymi posunięciami Rajmunda. Zawarł sojusz z emirami Himsu i Damaszku, którzy przysłali mu swoje siły. Łączna armia turecka liczyła 9 tysięcy żołnierzy i spotkała się z wojskami Rajmunda pod murami Trypolisu w marcu 1102 roku. Zwyciężyli krzyżowcy, a sprzymierzeńcy Fachr al-Mulka wycofali się pozostawiając go samego przeciwko Rajmundowi.
Po tym ogromnym sukcesie, imię Rajmunda stało się sławne wśród muzułmanów, którzy aż do końca jego życia, ani razu nie odważyli się stawić mu czoła w polu. Hrabia Tuluzy miał jednak za mało wojska, aby wziąć szturmem świetnie ufortyfikowany Trypolis. Wymusił od Fachr al-Mulka wysoki okup w pieniądzach i wierzchowcach, po czym tymczasowo wycofał się do Tortosy, gdzie przegrupował siły i przygotował plan kolejnej kampanii. Następne kilka miesięcy spędził na umacnianiu swojej władzy w okolicach miasta, jak również zajmując pobliskie ziemie. W marcu 1103 roku wyruszył na podbój równiny Al-Bukaja znajdującej się pod władzą emira Himsu, Dżanah ad-Dauli. Przypuścił nagły atak na fortecę Tuban, położoną na północnym wschodzie mając nadzieję na zaskoczenie obrońców. Ten zamysł nie powiódł się, ale wkrótce później Rajmund przystąpił do oblężenia Kalat al-Hisnu, bardzo istotnego zamku panującego nad całą równiną. Wydarzenia szły po jego myśli, kiedy nagle zupełnie niespodziewanie zmarł Dżanah ad-Daula, zamordowany przez asasynów. W Himsie doszło do rozruchów, a Rajmund natychmiast odstąpił od oblężenia i szybkimi marszami ruszył w kierunku miasta, aby je zająć wykorzystując panujący tam chaos. Został jednak uprzedzony przez Dukaka z Damaszku, który przybył tam z własnymi, o wiele liczniejszymi wojskami i zajął Hims, oddając go pod zarząd swojemu atabegowi, Tughtakinowi. Rajmund był zmuszony wycofać się do Tortosy.

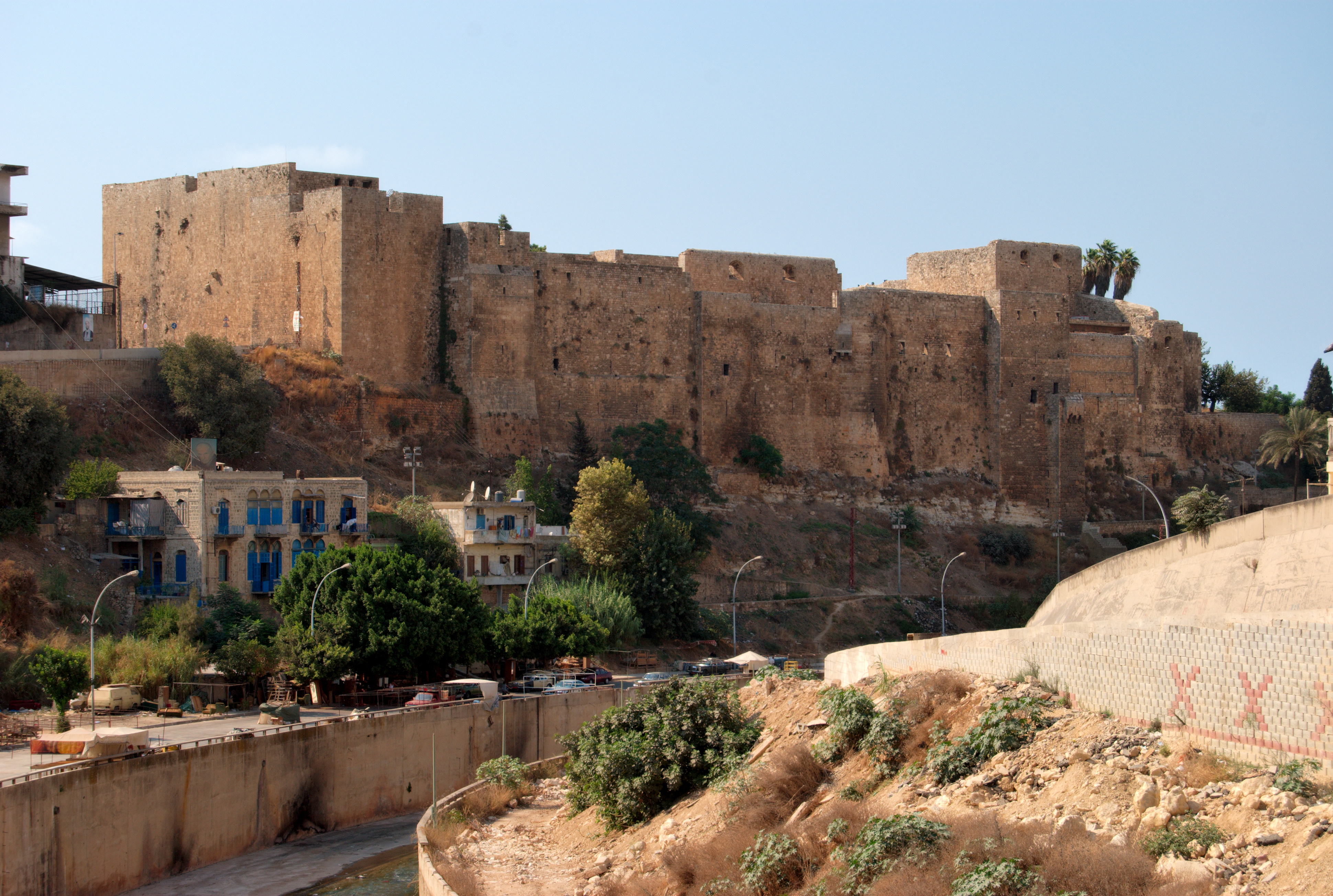
Główna cytadela Trypolisu, gdzie wpierw rezydowali muzułmańscy władcy miasta, a później hrabiowie Trypolisu.

## Przebieg oblężenia

### Sojusz z Genuą; I szturm na miasto
Przybywszy do Tortosy, Rajmund otrzymał informacje, że do portu w Laodycei przypłynęła duża flota genueńska licząca 40 okrętów. Widząc w tym dogodną sposobność, by przypuścić atak na Trypolis, czym prędzej porozumiał się z Genueńczykami w sprawie wspólnej akcji zbrojnej. W historiografii brakuje szczegółów dotyczących tego epizodu. Wiadomo, że hrabia Tuluzy dokonał szturmu od strony lądu, podczas gdy Genueńczycy zaatakowali od strony morza. Generalny szturm się jednak nie udał i krzyżowcy musieli odstąpić od oblężenia. Rajmund nie wycofał się i zamiast tego podążył na południe, wzdłuż wybrzeża, cały czas ściśle współpracując z flotą genueńską. Połączonymi siłami zdołali zdobyć inne ważne miasto portowe, Dżubajl (przez krzyżowców nazywany Gibeletem). Jako wynagrodzenie za okazaną pomoc, Rajmund przekazał Genueńczykom przywileje handlowe i trzecią część miasta.
To pierwsze niepowodzenie ani trochę nie zniechęciło hrabiego Tuluzy. Jakiś czas spędził w Tortosie i z końcem roku 1103 zebrał wojska i ponownie ruszył pod Trypolis, tym razem o wiele lepiej przygotowany i gotowy na prowadzenie długotrwałego oblężenia. Głównym przygotowaniem, jakie Rajmund podjął przed kolejną próbą zdobycia Trypolisu, było pozyskanie pomocy Bizantyńczyków. Od początku I wyprawy krzyżowej, Rajmund pozostawał w dobrych stosunkach z cesarzem Aleksym I i teraz postanowił to wykorzystać. Bizancjum znajdowało się obecnie w stanie wojny z Księstwem Antiochii, którego regent, Tankred de Hauteville, był do Rajmunda wrogo nastawiony z powodu spięć wywołanych pretensjami hrabiego Tuluzy względem Antiochii. Antiocheńczycy usiłowali zdobyć Laodyceę, port grecki i najdalej wysunięty na wschód przyczółek bizantyński. Rajmund przeprowadził na granicach księstwa drobne dywersje tymczasowo odwracając uwagę Tankreda od Laodycei. W rewanżu, Bizantyńczycy obiecali dopomóc mu w zdobyciu Trypolisu. Krzyżowcy rozłożyli się obozem pod murami twierdzy i rozpoczęli właściwą część oblężenia.

### Budowa Saint-Gilles i śmierć Rajmunda
W ramach podzięki za wcześniej okazaną pomoc, Bizantyńczycy przysłali Rajmundowi z Cypru materiały budowlane i murarzy. Krzyżowcy wykorzystali je do wzniesienia ufortyfikowanego posterunku, z którego mogliby prowadzić oblężenie Trypolisu. Budowę rozpoczęto od razu, a prace przebiegały szybko i sprawnie, tak, że zamek ukończono już na wiosnę 1104 roku. Cytadela została nazwana Saint-Gilles i stała na szczycie Góry Pielgrzymiej (łac. Mons Peregrinus). Nawet po zdobyciu Trypolisu, nadal pełniła w hrabstwie ważną rolę. Tymczasowo, Rajmund obrał ją sobie za rezydencję.
Krzyżowcy zablokowali wszystkie drogi prowadzące do Trypolisu kompletnie odcinając miasto od lądowych szlaków zaopatrzeniowych. Niemniej jednak, Banu Ammar nadal posiadali pokaźną flotę handlową, za pomocą której sprowadzali do miasta żywność z portów egipskich należących do Kalifatu Fatymidów, z którym Fachr al-Mulk pozostawał w przyjaznych stosunkach. Nie mogąc całkowicie zablokować Trypolisu, krzyżowcy byli zmuszeni polegać bardziej na bezpośrednich akcjach zbrojnych, niż na taktyce zagłodzenia przeciwnika. Trypolis posiadał jednak dosyć liczny i silny garnizon, zdolny do odpowiedzi na agresję ze strony Rajmunda. Pod koniec lata, muzułmanie dokonali wypadu z miasta wywołując spore zamieszanie w obozie krzyżowców, lecz nie zdołali zdobyć zamku Saint-Gilles. W walkach bardzo ucierpiał sam Rajmund, na którego zawalił się płonący strop.
Pod koniec zimy 1105 roku, naciski ze strony wojsk oblegających miasto zmusiły Fachr al-Mulka do zawarcia z nimi chwilowego rozejmu, na mocy którego oddawał im przedmieścia Trypolisu. Krótko po zakończeniu tych negocjacji, Rajmund, który po wypadku sprzed pół roku nigdy nie odzyskał już pełni sił, zapadł na ciężką chorobę. Zmarł 28 lutego 1105 w Saint-Gilles. Z powodu sławy i powszechnego uznania, jakie zyskał sobie dzięki swoim osiągnięciom na Wschodzie, jego śmierć wzbudziła wśród chrześcijan wielką żałobę.
Śmierć Rajmunda od razu wyłoniła palącą kwestię sukcesji, co dotyczyło zarówno jego zdobyczy na Wschodzie, jak i posiadłości w Tuluzie. Przed wyruszeniem na krucjatę, zarządzanie hrabstwem w Europie powierzył swojemu najstarszemu synowi Bertrandowi, którego prawa do dziedziczenia nie były jednak pełne, ponieważ pochodził z nieprawego łoża. Jednocześnie, zaledwie kilka tygodni przed śmiercią hrabiego, jego żona urodziła mu w Saint-Gilles nowego syna, Alfonsa Jordana. Uzgodniono, iż na chwilę obecną hrabina Elwira (żona Rajmunda) odpłynie z powrotem do Europy wraz ze swoim małym synkiem, a w Libanie władzę po Rajmundzie przejmie jeden z jego najznamienitszych wasali, Wilhelm Jordan, hrabia Cerdagne, będący ciotecznym wnukiem matki Rajmunda. Objął on rządy regencyjne w imieniu swojego nieletniego kuzyna i nie przyjął w związku z tym żadnego oficjalnego tytułu.

### Okres Wilhelma Jordana
Wilhelm Jordan nadal prowadził oblężenie Trypolisu i blokadę miasta z zewnątrz, jednocześnie utrzymując dobre stosunki z Bizancjum. Kontynuował w tym względzie politykę swojego poprzednika. Uznał cesarza bizantyńskiego za swojego seniora zyskując sobie jego przychylność. Do Wilhelma przybył cesarski ambasador, który odebrał od niego hołd lenny i przekazał mu wspaniałe dary. Bizantyński namiestnik Cypru, Eustatios Filokales, wysyłał do obozu krzyżowców regularne dostawy żywności i zaopatrzenia. Wojska bizantyńskie pomagały w oblężeniu, a ich okręty zablokowały miasto od strony morza. Dostawy jedzenia do Trypolisu skurczyły się, a ludność zaczęła głodować. Część dygnitarzy miejskich zbiegła do obozu krzyżowców i wskazała im ścieżki, którymi nadal szmuglowano do Trypolisu trochę żywności. Fachr al-Mulk wystąpił do łacinników z prośbą o przekazanie mu zdrajców w zamian za duży okup, ale spotkał się z odmową ze strony Wilhelma Jordana. Krótko potem, zdrajcy muzułmańscy zostali potajemnie zamordowani przez nieznanych skrytobójców.
Fachr al-Mulk począł szukać sprzymierzeńców wśród innych władców tureckich. Zwrócił się o pomoc do potężnej dynastii Artukidów panującej w Mardinie. Sukman Ibn Artuk wysłuchał jego próśb i wyruszył w kierunku Trypolisu na czele silnej armii, jednak podczas pobytu w Palmyrze nieoczekiwanie zmarł, a jego wojska zawróciły.
Oblężenie przeciągnęło się do końca roku 1105 i przez cały rok 1106 i 1107, a sytuacja w Trypolisie nie uległa poprawie. Mimo to, Fachr al-Mulk zdołał porozumieć się z nowym władcą Damaszku, Tughtakinem, który począł organizować akcje zaczepne przeciwko krzyżowcom. Pomimo pewnych sukcesów (jak odebranie łacinnikom Rafinijji w 1105), nie zdołał zdziałać przeciwko nim nic więcej. Wiosną 1108, Fachr al-Mulk postanowił opuścić Trypolis i osobiście udać się do Bagdadu, aby prosić o pomoc przywódców Sułtanatu Seldżuckiego – kalifa Al-Mustazhira oraz sułtana Mohammada Tapara. Pomimo iż został przez nich przyjęty z najwyższymi honorami, żaden nie miał najmniejszego zamiaru wyruszyć mu na pomoc, gdyż aktualnie zajęci byli wojną przeciwko emirowi Mosulu.
W czasie nieobecności Fachr al-Mulka, władze Trypolisu postanowiły zwrócić się o pomoc do Kalifatu Fatymidów, będącego jedynym państwem zdolnym okazać im potrzebną pomoc. Nawiązali kontakt z wezyrem Al-Afdalem i obiecali oddać miasto w jego ręce w zamian za wsparcie przeciwko łacinnikom. Al-Afdal niezwłocznie mianował jednego ze swoich ludzi, Szarafa ad-Daulę, na stanowisko nowego namiestnika Trypolisu i wysłał go do Libanu razem z dużą eskadrą okrętów. Egipcjanie przybyli latem 1108 roku wioząc ze sobą ogromny ładunek żywności. Od razu przejęli władzę w Trypolisie, a wszystkich stronników Fachr al-Mulka aresztowano. Sam kadi, który dowiedział się o wszystkim wracając z Bagdadu, udał się do Dżabali, ostatniego miasta, jakie mu pozostało, ale jego rządy trwały tylko do lata 1109, kiedy Dżabalę zdobyły wojska antiocheńskie pod wodzą Tankreda. Fachr al-Mulk uszedł z życiem i resztę swoich dni spędził w Damaszku, na dworze Tughtakina.
Rok 1108 okazał się niezwykle pomyślny dla Wilhelma Jordana, który odniósł trzy wielkie sukcesy. Po przejęciu władzy w Trypolisie przez Egipcjan, inne z miast należących do dynastii Banu Ammar, Arka, oddało się pod opiekę damasceńską. Zimą 1108 Tughtakin osobiście wyruszył do Arki na czele wojsk i po drodze najechał libańskie posiadłości krzyżowców. Wilhelm Jordan zebrał część sił spod Trypolisu i stawił czoła nieprzyjacielowi w bitwie pod Akkum odnosząc nad nim całkowite zwycięstwo. Następnie skręcił na północ wkraczając na terytorium tureckiej dynastii Munkizydów, których pełne wojska pobił pod Szajzarem. Wracając do Trypolisu, zaatakował Arkę i przystąpił do oblężenia. Po trzech tygodniach garnizon skapitulował i krzyżowcy zajęli miasto.

### Przybycie Bertranda z Tuluzy i konflikt o sukcesję
Hrabina Elwira, żona Rajmunda, przybyła wraz z Alfonsem Jordanem do Tuluzy w 1108 roku. Doszło do układu rodzinnego pomiędzy nią a panującym tam Bertrandem, na mocy którego posiadłości europejskie miały przejść w posiadanie prawego syna, natomiast Bertrand, w zamian za wyrzeczenie się wszystkich praw do sukcesji po ojcu, będzie mógł zatrzymać jego posiadłości na Bliskim Wschodzie. Latem tego samego roku, Bertrand opuścił Europę obierając sobie za cel zdobycie Trypolisu. Bertrand prawdopodobnie liczył się z problemami, jakie napotka na Wschodzie zarówno ze strony muzułmanów, jak i Wilhelma Jordana, gdyż bardzo starannie przygotował się do wyprawy. Zabrał ze sobą spore siły złożone z rycerzy i piechoty, w łącznej liczbie 4 tysięcy, a także flotę liczącą 40 galer wystawioną przez prowansalskie miasta portowe. Towarzyszył mu jego nieletni syn i późniejszy następca, Pons. Zdając sobie sprawę, że w celu opanowania Trypolisu oraz reszty wybrzeża niezbędna będzie pomoc któregoś z miast włoskich, Bertrand udał się po drodze do Genui i zawarł z nią umowę, na mocy której republika miała wspomóc go w opanowaniu libańskich miast, w tym Trypolisu, w zamian otrzymując rozległe przywileje handlowe. Jesienią odpłynął na Wschód wraz z eskadrą okrętów genueńskich. Następnie Bertrand udał się do Konstantynopola, by zyskać poparcie cesarza Aleksego, przyjaciela swojego ojca. Został przez niego przyjęty z najwyższymi honorami i otrzymał obietnicę pomocy. W zamian złożył cesarzowi przysięgę wierności tym samym uznając się za jego wasala.
Z Konstantynopola, Bertrand przypłynął prosto do łacińskiego portu Saint-Siméon, należącego do Księstwa Antiochii. Kiedy tylko przybył, został niezwłocznie powitany przez regenta Antiochii, Tankreda. Między nimi dwoma wybuchł spór spowodowany odmową Bertranda na propozycję wspólnego ataku na pobliskie miasta bizantyńskie, wysuniętą przez Tankreda. Obaj rozstali się w niezgodzie i Bertrand odpłynął do Tortosy. Został tam dobrze przyjęty przez łaciński garnizon, który zaopatrzył go w prowiant. Następnego dnia, Bertrand wysłał gońca do przebywającego pod Trypolisem Wilhelma Jordana z żądaniem przekazania mu wszystkich odziedziczonych po ojcu ziem. Ten, pewny siebie po swoich ostatnich zwycięstwach nad Turkami z Damaszku i Szajzaru, stanowczo odmówił argumentując, że również jest spokrewniony z Rajmundem, a poza tym znacząco powiększył posiadłości chrześcijańskie w Libanie. Żaden z feudałów nie był skłonny ustąpić i wywiązała się między nimi otwarta wrogość.
Będąc poważnie zaniepokojonym z powodu siły armii Bertranda, a zwłaszcza liczebności jego floty, Wilhelm Jordan zwrócił się o pomoc do Tankreda z Antiochii obiecując, że w zamian za wsparcie w sprawie sukcesyjnej, uzna się za jego wasala. Bertrand podjął podobne działanie, ale odwołał się prosto do króla Jerozolimy, Baldwina I, uznając go tym samym za suzerena wszystkich łacinników w Outremerze.
Zarówno Tankred, jak i król Baldwin pozytywnie odpowiedzieli na te wezwania – ten pierwszy umotywowany osobistym zyskiem, a drugi pragnąc ukarać Tankreda za jego dotychczasowe nieposłuszeństwo w niedawnej sprawie Baldwina z Le Bourg i Joscelina I z Courtenay – odpowiednio władców Edessy i Turbesselu. Wilhelm Jordan opuścił Saint-Gilles pozostawiając tam swoje siły i udał się do Tortosy, gdzie oczekiwał na księcia Antiochii. Bertrand natomiast ruszył z wojskiem pod Trypolis i obległ miasto oraz Górę Pielgrzymią. Wkrótce przybył Tankred, a zaraz potem emisariusze królewscy – Eustachy Garnier i Pagan z Hajfy. Wezwali oni wszystkich do stawienia się pod Trypolisem, gdzie spotkają się z królem, aby omówić kwestię sukcesji po Rajmundzie oraz sprawy wewnętrzne Hrabstwa Edessy.

### Zjednoczone siły łacińskie; II szturm na miasto

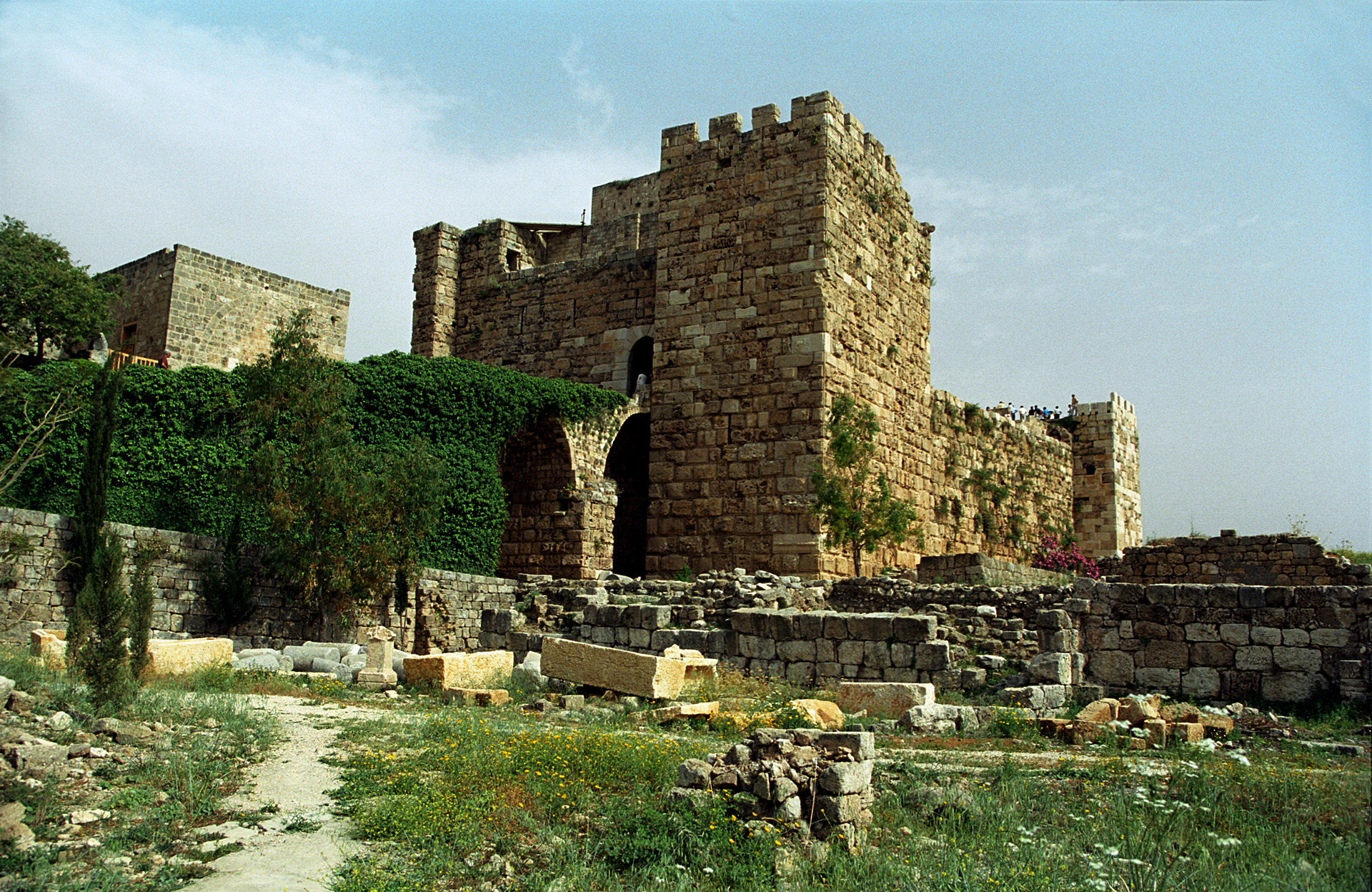
Zamek krzyżowców w Dżubajlu, zdobyty dzięki wspólnemu wysiłkowi rycerzy Rajmunda i Genueńczyków.

W czerwcu 1109 roku wszyscy władcy łacińskiego Wschodu stawili się pod Trypolisem. Czekał tam już Bertrand z całym swoim wojskiem. Król Baldwin przybył na czele pięciuset rycerzy i pięciuset piechurów, Tankred wziął ze sobą siedmiuset swoich najlepszych rycerzy, a Baldwinowi z Le Bourg i Joscelinowi z Courtenay towarzyszyły ich osobiste świty. Przybył również Wilhelm Jordan, którego siły znajdowały się już na Górze Pielgrzymiej. Na uroczystym posiedzeniu, które odbyło się w salach zamku Saint-Gilles, Tankred formalnie pogodził się z Joscelinem i Baldwinem z Le Bourg, a posiadłości libańskie zostały podzielone na dwie części: pierwszą (obejmującą Tortosę i Arkę) otrzymał Wilhelm Jordan, natomiast druga (w której skład wchodził Dżubajl i niezdobyty jeszcze Trypolis) przypadła w udziale Bertrandowi. Dodatkowo, Wilhelm złożył przysięgę lenną Tankredowi, a Bertrand królowi Baldwinowi. Obaj Prowansalczycy ponadto zawarli między sobą układ o przeżycie – w przypadku śmierci jednego z nich, drugi miał przejąć po nim wszystkie jego ziemie wraz z pełnymi prawami do sukcesji dla swoich potomków.
Kiedy doszło już do pełnego pojednania między łacinnikami, król Baldwin podjął decyzję o ataku połączonych sił na Trypolis. Namiestnik miasta, Szaraf ad-Daula, domagał się od rządu egipskiego jak najszybszej pomocy. Wezyr Al-Afdal skierował do Libanu potężną flotę, ale jej wypłynięcie znacząco opóźniło się w czasie i w efekcie nie zdążyła nic zdziałać.
Przez następne dni łacinnicy zbudowali dużą liczbę machin oblężniczych i rozpoczęli masowe bombardowanie miasta. Jednocześnie, prowansalskie i genueńskie okręty całkowicie zablokowały Trypolis od strony morza. Krzyżowcy nosili się z myślą o generalnym szturmie, ale uprzedził ich Szaraf ad-Daula, zwracając się do króla Baldwina z prośbą o zaniechanie ataków i rozpoczęcie rokowań. Egipski namiestnik przystał na kapitulację pod warunkiem, że ludności trypolitańskiej nie stanie się żadna krzywda, a osoby chcące opuścić miasto będą mogły bezpiecznie to uczynić. Zastrzegł też sobie prawo odejścia wraz z pełnym wojskiem do Damaszku. Baldwin zgodził się na te warunki. Garnizon egipski skapitulował, a 12 lipca 1109 łacinnicy zajęli Trypolis.

## Po oblężeniu – założenie Hrabstwa Trypolisu
Krzyżowcy dotrzymali warunków umowy i nie skrzywdzili żadnego z obywateli miasta. Jednak w tym samym czasie uzbrojeni Genueńczycy wkroczyli na ulice i zaczęli palić i plądrować, zabijając każdego napotkanego muzułmanina. Minęło trochę czasu, nim nowe władze zdołały uspokoić sytuację w Trypolisie. Podczas panującego chaosu, doszczętnie spłonęła najwspanialsza ze wszystkich bibliotek muzułmańskich, prywatny księgozbiór dynastii Banu Ammar, z którego kolekcji nie zachowało się ani jedno dzieło.
Po zaprowadzeniu porządku w mieście, król Baldwin oficjalnie dokonał inwestytury Bertranda, który przyjął tytuł hrabiego Trypolisu i uznał się za wasala króla Jerozolimy. Tym samym Prowansalczyk złamał przysięgę złożoną cesarzowi Aleksemu, jednak ten temat nie został w ogóle poruszony. Genueńczycy, których flota okazała się bardzo pomocna podczas oblężenia, otrzymali własną dzielnicę w Trypolisie wraz z Zamkiem Konetabla położonym ok. 15 kilometrów na południe od miasta. Zdobyty już wcześniej Dżubajl został ofiarowany włoskiemu admirałowi Hugonowi Embriaco ustanawiając tam dla niego dziedziczne lenno jako bezpośredniego wasala hrabiego Trypolisu.
Nim jeszcze wojska łacinników rozeszły się spod Trypolisu, miał miejsce wypadek. Wilhelm Jordan, próbując rozdzielić dwóch kłócących się dworzan, niespodziewanie został przeszyty strzałą z łuku, wystrzeloną przez nieznanego sprawcę, i zmarł na miejscu. Spora część osób podejrzewała o to morderstwo Bertranda, jednak ostatecznie śledztwo ustało z powodu braku jakichkolwiek poszlak czy dowodów. Zgodnie z zawartą umową, Bertrand natychmiast przejął wszystkie ziemie Wilhelma Jordana, łącznie z Arką i Tortosą, tym samym stając się czwartym najpotężniejszym panem feudalnym w Outremerze – po królu Jerozolimy, księciu Antiochii i hrabim Edessy. Próba podporządkowania sobie tych terytoriów przez Tankreda zawiodła wraz ze śmiercią Wilhelma Jordana.
Zostając hrabią Trypolisu, Bertrand ustanowił nową dynastię panującą w tym mieście i na okolicznych ziemiach. Ostateczny kształt hrabstwa znacząco odbiegał od pierwotnych zamierzeń Rajmunda z Tuluzy, gdyż krzyżowcy nigdy nie zdobyli Himsu, a seniorem hrabiego nie był cesarz bizantyński, tylko król Jerozolimy. Jego położenie bardzo sprzyjało handlowi, dzięki któremu kolejni władcy Trypolisu stali się w Outremerze osobistościami bardzo zamożnymi i wpływowymi. Ze wszystkich łacińskich państw na Wschodzie, hrabstwo Trypolisu było najmniej narażone na ataki muzułmanów, dzięki czemu oparło się Saracenom znacznie dłużej, niż Królestwo Jerozolimy (ostatecznie do 1244) czy Księstwo Antiochii (do 1268). Trypolis został zdobyty przez Mameluków dopiero w 1289 roku.